# Lotosaurus
Lotosaurus is een monotypisch geslacht van uitgestorven reptielen, dat voorkwam in het Midden-Trias van de provincie Hunan in centraal China.

## Ontdekking
Lotosaurus is bekend van het holotype IVPP V 4881 (of mogelijk V 4880), een in verband liggend en goed bewaard gebleven skelet. Andere toegewezen exemplaren zijn onder meer IVPP V 48013 (een schedel) en veel in verband liggende of losse skeletresten, geconcentreerd in een beenderbed dat bijna volledig is samengesteld uit Lotosaurus-botten. Alle bekende exemplaren van dit geslacht werden verzameld uit dit beenderbed, bekend als de Lotosaurus-vindplaats, die behoort tot de Batungformatie (of als alternatief de Xinlingzhenformatie van de Badonggroep).
Verdere opgravingen in 2018 brachten veel meer exemplaren aan het licht, evenals geologische en ecologische details van de Lotosaurus-vindplaats. Ten minste achtendertig individuen van verschillende leeftijden stierven op deze ene locatie.
Lotosaurus werd in 1975 benoemd en beschreven door Zhang Fakui. De typesoort is Lotosaurus adentus. Lotosaurus werd oorspronkelijk geplaatst in zijn eigen familie Lotosauridae, die in 1975 door Zhang werd benoemd. De geslachtsnaam is afgeleid van het Grieks λωτός, "lotusbloem". De soortaanduiding is afgeleid van het Griekse a en het Latijn dens, wat samen 'tandeloos' betekent, verwijzend naar zijn tandeloze snavel.

## Beschrijving
Lotosaurus was een zwaargebouwde viervoeter van 1,5 tot 2,5 meter lang. Hij was een herbivoor, die bladeren afschoor met zijn tandeloze, snavelvormige kaken. Lotosaurus had, net als sommige andere leden van de Poposauroidea, een zeil op zijn rug, wat uiterlijk leek op dat van basale synapsiden uit het Perm zoals Dimetrodon en Edaphosaurus, hoewel het niet zo hoog was.
De ruggenwervels waren ver naar boven verlengd, zodat zich van de hals tot aan de staart een huidzeil over de rug uitstrekte. De boven- en onderkaak van zijn naar beneden gebogen snuit waren niet met tanden bezet. Daarvoor in de plaats had het dier een vlijmscherpe hoornsnavel.

## Levenswijze
Alles wijst erop dat Lotosaurus een planteneter was. De tenen van het dier waren van zwemvliezen voorzien, zodat het waarschijnlijk was dat het dier zich in of bij ondiepe wateren ophield. Zijn voeding bestond uit planten en insecten.

## Vondsten
Fossielen van dit dier werden gevonden in China.

## Fylogenie
Men dacht oorspronkelijk dat Lotosaurus een thecodont was, waarschijnlijk verwant aan Ctenosauriscus en andere archosauriërtaxa met langwerpige doornuitstekels (= Ctenosauriscidae). Hoewel moderne cladistische analyses de orde Thecodontia hebben verlaten, hebben ze ook de theorie ondersteund dat Lotosaurus een verre verwant was van ctenosaurisciden. Nesbitt (2007) was de eerste die suggereerde dat Lotosaurus nauwer verwant is aan Shuvosaurus (een shuvosauride) dan aan Arizonasaurus (een ctenosauriscide). In zijn uitgebreide herziening van archosauriërs, die een grote cladistische analyse omvatte, ontdekte Sterling J. Nesbitt (2011) dat Lotosaurus een lid was van de groep Poposauroidea. Poposauroïden maakten deel uit van Pseudosuchia, de afstammingstak van reptielen die ook aetosauriërs, rauisuchiden en moderne krokodillen omvat.
Binnen de Poposauroidea werd Lotosaurus geplaatst als een familielid van de Shuvosauridae en daarom is hij niet opgenomen in de Ctenosauriscidae. Hoewel shuvosauriden op de achterpoten liepen en geen zeilen hadden, leken hun tandeloze snavels en veronderstelde plantenetende gewoonten op die van Lotosaurus. Ctenosaurisciden waren carnivoren met veel scherpe tanden en hoge, theropode-achtige schedels, in tegenstelling tot Lotosaurus en shuvosauriden. Desalniettemin werd Lotosaurus nog steeds beschouwd als een verre verwant van de ctenosaurisciden, aangezien die groep ook binnen Poposauroidea wordt geplaatst. Verdere studies bevestigden deze resultaten.

## Paleo-ecologie en tafonomie
Ooit werd aangenomen dat de Lotosaurus-vindplaats zo oud was als het Anisien van het vroege Midden-Trias, ongeveer 245-237 miljoen jaar geleden. Een analyse uit 2018 suggereerde echter een jongere datum op basis van uranium-looddatering uit 189 bemonsterde zirkoonkorrels. De jongste bemonsterde korrel gaf een datum van 225,6 miljoen jaar geleden in het vroege Norien van het Laat-Trias. Deze korrel is echter een eenzame uitbijter in het monster, wat aangeeft dat er mogelijk lood is gelekt. Met behulp van de volgende jongste korrels, die in een set waren geclusterd en waarschijnlijk betrouwbaarder, bleek de gewogen gemiddelde leeftijd van het beenderbed ofwel 238,9 tot 229,3 miljoen jaar geleden te zijn (rekening houdend met het lagere snijpunt van de U-Pb-grafiek), of 244,3 tot 228,3 miljoen jaar geleden (rekening houdend met de gemiddelde leeftijd van de jongste korrel). Van deze twee opties heeft de eerste minder afwijking tussen leeftijden en is mogelijk nauwkeuriger. Hoe dan ook, de leeftijd van het beenderbed heeft slechts een kleine kans om tot het Anisien te behoren, en de Lotosaurus-exemplaren die stierven in het beenderbed waren waarschijnlijker in leven tijdens het Ladinien of Carnien van het late Midden-Trias of vroege Laat-Trias. Een daaropvolgende studie uit 2019 woog de gemiddelde leeftijd van 238,0 ± 1,4 miljoen jaar (Ladinien) als de maximale afzettingsleeftijd voor de zandstenen die fossielen van Lotosaurus bewaren.
De Lotosaurus-vindplaats bevond zich ooit in de buurt van de noordelijke oever van het Zuid-Chinese Craton, een subcontinent dat zich tijdens het Midden-Trias door de Tethysoceaan bewoog. Het Zuid-Chinese Craton kwam in botsing met het Noord-Chinese Craton en de rest van Laurazië op ongeveer dezelfde tijd als de geschatte ouderdom van de vindplaats. Als gevolg hiervan kan niet worden vastgesteld of Lotosaurus endemisch was voor de ZCC terwijl het subcontinent een eiland bleef, of vanuit de NCC naar de ZCC emigreerde nadat de twee waren samengevoegd. Gezien het feit dat naaste verwanten van Lotosaurus (de shuvosauriden) rond die tijd in andere regio's van Pangea woonden, wordt momenteel aangenomen dat de laatste hypothese waarschijnlijker is. De minerale en microfossiele samenstelling van de vindplaats suggereert dat het een subtropische omgeving was, met uitgesproken natte en droge seizoenen. Vooral het beenderbed zou deel hebben uitgemaakt van een overstromingsvlakte of beek volgens rimpelsporen in de rotsen.
Het grote aantal individuen binnen een klein gebied geeft aan dat alle dieren rond dezelfde tijd stierven. Hun botten zijn echter goed bewaard gebleven en minimaal verspreid, wat aangeeft dat de doodsoorzaak geen catastrofale gebeurtenis was, zoals een overstroming of modderstroom. Er is gesuggereerd dat de groep omkwam door dorst of ziekte tijdens het droge seizoen, misschien terwijl ze zich verzamelden rond een verdampende of vervuilde drinkplaats. Hun rottende karkassen zouden kort daarna bij de komst van het natte seizoen onder water en bezinksel hebben gestaan, wat de getoonde maar geringe verspreiding van botten zou verklaren.